# Lycoptera
Lycoptera är ett släkte av fiskar som levde under juraperioden fram till kritaperioden i dagens Kina, Korea, Mongoliet och Sibirien. De är kända för att deras fossil har hittats i överflöd och har gett fram 16 olika arter, som är mycket viktigt eftersom dessa zonfossil används till att beräkna den geologiska formationen i Kina. Tillsammans med släktet Peipiaosteus, har Lycoptera ansetts vara en medlem av Jehol Biota, ett förhistoriskt ekosystem som har blivit känd för sina tidiga fåglar och befjädrade dinosaurier, som blomstrade i en 20 miljoner års tid under äldre krita.

## Beskrivning

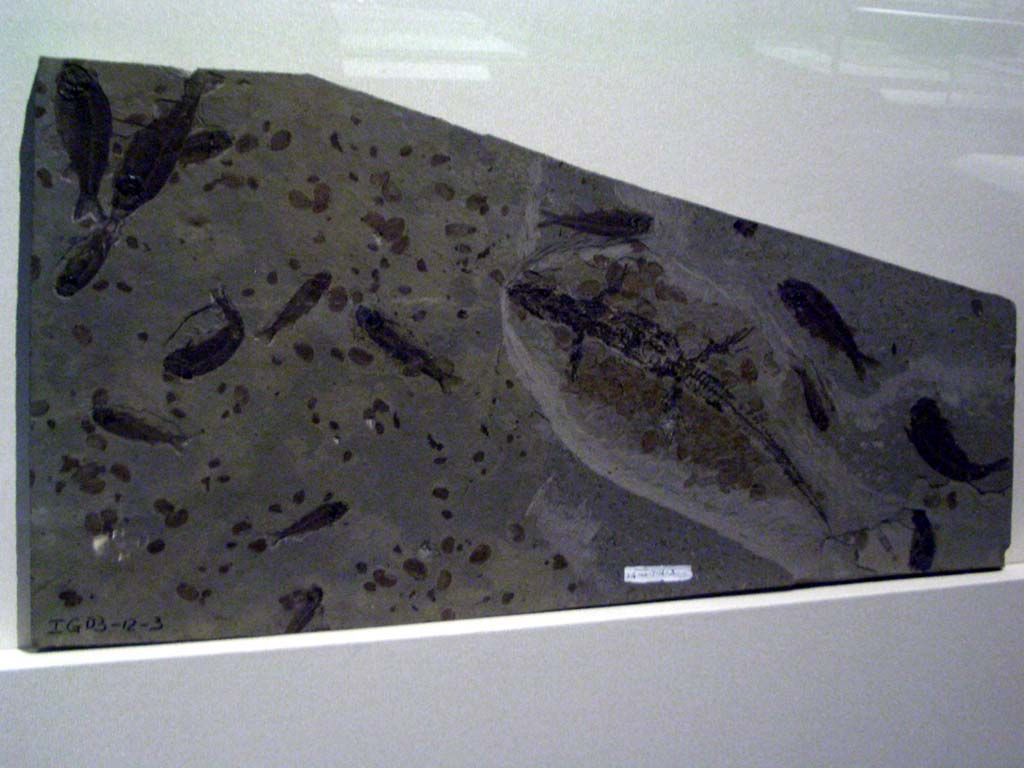
L. muroii under utställning av fossil i Hong Kong Science Museum

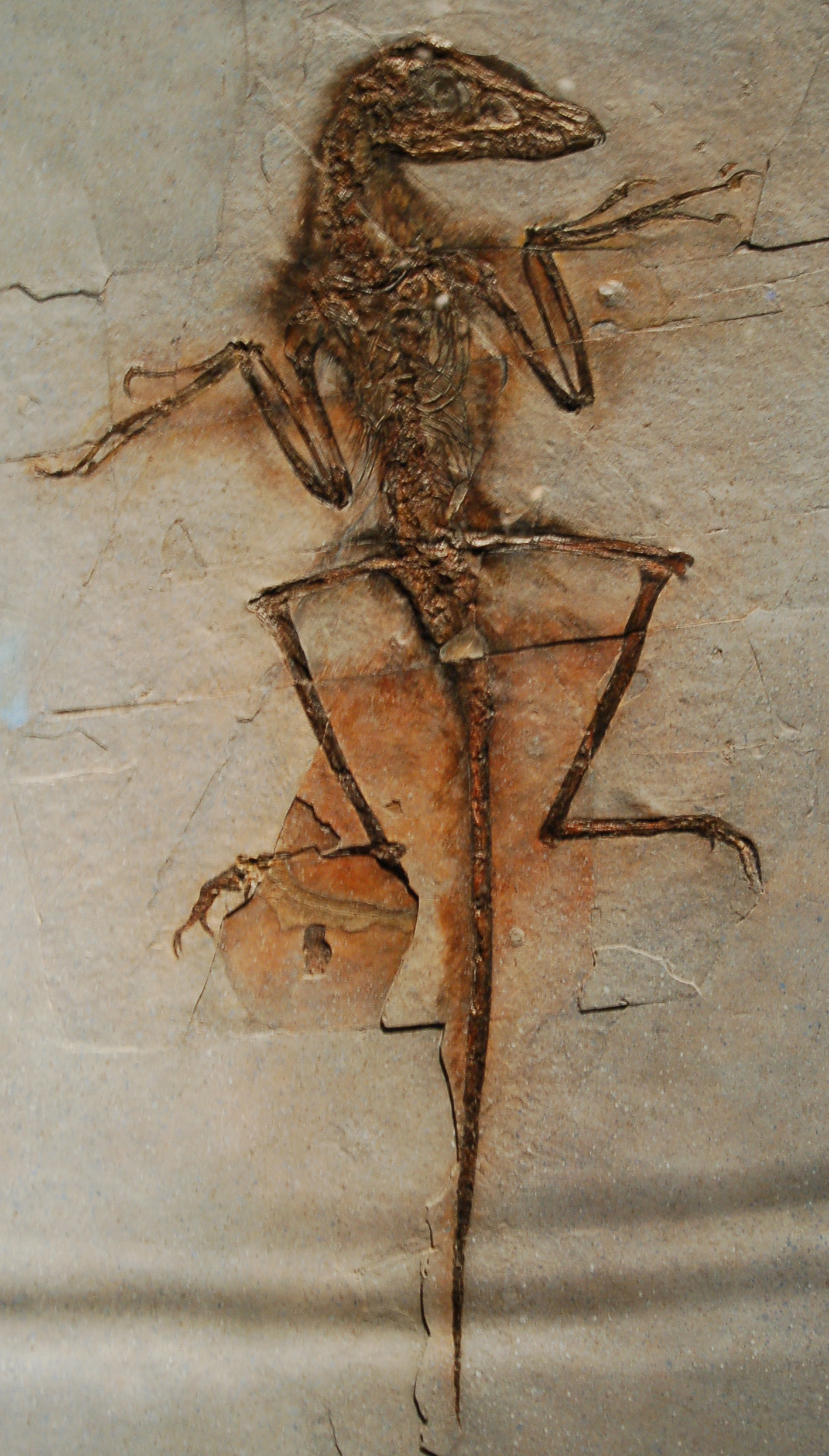
Ett fossil av NGMC 91. Lycoptera syns under den vänstra foten.

Lycopteraarterna var små sötvattenfiskar. De flesta levde på plankton, och hade ett flertal små tänder. En del arter som L. gansuensis, L. muroii, och L. sinensis hade stora tänder och åt antagligen små insekter och deras larver.
Många arter har präglat små detaljer och intryck av mjuk vävnad i fossilerna. Lycoptera var täckt i små ovala fjällplattor runt 1,2 millimeter långa så den var mycket lik dagens elritsa..
fossil av Lycoptera hittas ofta i stora grupper, oftast är de nergrävda tillsammans i sediment av sjöar. Detta indikerar troligen på att de var djur som levde tillsammans i små stim.

## Klassificering och Arter
sexton arter av Lycoptera har hittats, nio från Jehol Gruppen. Tabellen nedan är baserad på de gällande arterna listade av Zhang och Jin ur boken från 2008, The Jehol Fossils
| Namn                      | Auktor           | år   | Status         | Noteringar |
| ------------------------- | ---------------- | ---- | -------------- | ---------- |
| Lycoptera middendorffi    | Müller           | 1847 | Giltig, typart |            |
| Lycoptera macrorhyncha    | (Eichwald)       | 1868 |                |            |
| Lycoptera davidi          | Henri E. Sauvage | 1880 | Giltig         |            |
| Lycoptera sinensis        | Woodward         | 1901 | Giltig         |            |
| Lycoptera ferox           | Grabau           | 1923 |                |            |
| Lycoptera chosenensis     | Makiyama         | 1927 |                |            |
| Lycoptera kansuensis      | Grabau           | 1928 |                |            |
| Lycoptera woodwardi       | Grabau           | 1928 |                |            |
| Lycoptera jaholensis      | Grabau           | 1928 |                |            |
| Lycoptera fragilis        | Hussakof         | 1932 | Giltig         |            |
| Lycoptera takunagai       | Seito            | 1936 | Giltig         |            |
| Lycoptera muroii          | (Takai)          | 1943 | Giltig         |            |
| Lycoptera longicephalus   | Liu et al.       | 1962 | Giltig         |            |
| Lycoptera lunteensis      | Liu et al.       | 1962 |                |            |
| Lycoptera polyspondylus   | Liu et al.       | 1962 |                |            |
| Lycoptera tungi           | Liu et al.       | 1962 |                |            |
| Lycoptera wangi           |                  |      |                |            |
| Lycoptera sankeyushuensis | (Ma & Sun)       | 1988 | Giltig         |            |
| Lycoptera fuxinensis      | Zhang            | 2002 | Giltig         |            |